# Tramwaje we Władykaukazie
Tramwaje we Władykaukazie – najstarszy system tramwajowy na północnym Kaukazie w Rosji. 
Pierwszy tramwaj na ulice Władykaukazu wyjechał 16 sierpnia 1904. Szerokość toru wówczas wynosiła 1000 mm. W latach 1934–1936 zmieniono rozstaw na 1524 mm. Od końca XX wieku do dzisiaj system tramwajowy jest w kryzysie z powodu braku funduszy w budżecie miasta na zakup nowego taboru, naprawy istniejącego i pokrycie kosztów energii elektrycznej.

## Tabor
We Władykaukazie są eksploatowane zmodernizowane tramwaje typu Tatra T4D.
| Zdjęcie        | Typ            | Liczba |
| -------------- | -------------- | ------ |
|                | Tatra T4DM     | 25     |
|                | Tatra T4D-MI   | 5      |
| Łączna liczba: | Łączna liczba: | 30     |